# Maxillaria darienensis
Maxillaria darienensis là một loài thực vật có hoa trong họ Lan. Loài này được J.T.Atwood mô tả khoa học đầu tiên năm 1998.